# Eilema birketsmithi
Eilema birketsmithi là một loài bướm đêm thuộc phân họ Arctiinae, họ Erebidae.